# Кікухара Сіро
Кікухара Сіро (яп. 菊原 志郎, нар. 7 липня 1969, Канаґава —) — японський футболіст, що грав на позиції півзахисника.

## Клубна кар'єра
Грав за команду Верді Кавасакі, Урава Ред Даймондс.

## Виступи за збірну
Дебютував 1990 року в офіційних матчах у складі національної збірної Японії. У формі головної команди країни зіграв 5 матчів.

## Статистика
Статистика виступів у національній збірній.
| Збірна Японії | Збірна Японії | Збірна Японії |
| Роки          | Ігри          | голи          |
| ------------- | ------------- | ------------- |
| 1990          | 5             | 0             |
| Усього        | 5             | 0             |

## Титули і досягнення
- Чемпіон Японії (3): 1986-87, 1990-91, 1991-92
- Чемпіон Японії (1): 1993
- Володар Кубка Імператора Японії (2): 1986, 1987
- Володар Кубка Японської футбольної ліги (2): 1985, 1991
- Володар Кубка Джей-ліги (2): 1992, 1993
- Переможець Азійського кубка чемпіонів (1): 1987-88